# 維克托 (阿肯色州)
維克托（英語：Victor）是位於美國阿肯色州波普縣的一個非建制地區。該地的面積和人口皆未知。

## 地理
維克托的座標為35°39′02″N 93°00′10″W / 35.65056°N 93.00278°W，而該地的平均海拔高度為271米（即889英尺）。